# Plethodon ventralis
Plethodon ventralis är en groddjursart som beskrevs av Richard Highton 1997. Plethodon ventralis ingår i släktet Plethodon och familjen lunglösa salamandrar. IUCN kategoriserar arten globalt som livskraftig. Inga underarter finns listade i Catalogue of Life.